# Tubilla del Agua
Tubilla del Agua község Spanyolországban, Burgos tartományban. Tubilla del Agua Sargentes de la Lora és Valle de Sedano községekkel határos. Lakosainak száma 128 fő (2024).

## Népesség
A település népessége az utóbbi években az alábbiak szerint változott:
| Lakosok száma | 200  | 209  | 189  | 176  | 179  | 149  | 149  | 135  | 142  | 128  |
|               | 2001 | 2004 | 2006 | 2009 | 2011 | 2014 | 2016 | 2019 | 2021 | 2024 |